# Remo nos Jogos Olímpicos de Verão de 2008 - Skiff simples masculino
As competições do skiff simples masculino do remo nos Jogos Olímpicos de Verão de 2008 foram realizadas entre os dias 9 e 16 de agosto no Parque Olímpico Shunyi, em Pequim, na China.

## Medalhistas
| Ouro   | NOR Olaf Tufte    |
| Prata  | CZE Ondřej Synek  |
| Bronze | NZL Mahé Drysdale |

## Resultados

### Eliminatórias
- Regras de qualificação: 1-4->Q, 5..->SE/F

#### Eliminatórias 1
| # | Atleta                 | País          | Tempo   | Notas |
| - | ---------------------- | ------------- | ------- | ----- |
| 1 | Tim Maeyens            | BEL Bélgica   | 7:16.60 | Q     |
| 2 | Andre Vonarburg        | SUI Suíça     | 7:26.21 | Q     |
| 3 | Ioannis Christou       | GRE Grécia    | 7:29.86 | Q     |
| 4 | Santiago Fernández     | ARG Argentina | 7:38.87 | Q     |
| 5 | Mohsen Shadi           | IRI Irã       | 7:48.24 | SE/F  |
| 6 | Matthew Lidaywa Mwange | KEN Quênia    | 8:16.09 | SE/F  |

#### Eliminatórias 2
| # | Atleta                     | País              | Tempo   | Notas |
| - | -------------------------- | ----------------- | ------- | ----- |
| 1 | Mahé Drysdale              | NZL Nova Zelândia | 7:28.80 | Q     |
| 2 | Anderson Nocetti           | BRA Brasil        | 7:35.52 | Q     |
| 3 | Oscar Vasquez              | CHI Chile         | 7:39.58 | Q     |
| 4 | Andrei Jämsa               | EST Estônia       | 7:48.24 | Q     |
| 5 | Dhison Alexander Hernandez | VEN Venezuela     | 7:54.52 | SE/F  |
|   | Zhang Liang                | CHN China         | DNS     |       |

#### Eliminatórias 3
| # | Atleta                   | País          | Tempo   | Notas |
| - | ------------------------ | ------------- | ------- | ----- |
| 1 | Lassi Karonen            | SWE Suécia    | 7:14.64 | Q     |
| 2 | Marcel Hacker            | GER Alemanha  | 7:26.71 | Q     |
| 3 | Law Hiu Fung             | HKG Hong Kong | 7:45.96 | Q     |
| 4 | Leandro Salvagno         | URU Uruguai   | 7:52.53 | Q     |
| 5 | Paul Etia Ndoumbe        | CMR Camarões  | 7:59.26 | SE/F  |
| 6 | Norberto Bernárdez Ávila | HON Honduras  | 9:01.27 | SE/F  |

#### Eliminatórias 4
| # | Atleta              | País                | Tempo   | Notas |
| - | ------------------- | ------------------- | ------- | ----- |
| 1 | Ondřej Synek        | CZE República Checa | 7:23.94 | Q     |
| 2 | Mindaugas Griskonis | LTU Lituânia        | 7:28.05 | Q     |
| 3 | Bajrang Lal Takhar  | IND Índia           | 7:39.91 | Q     |
| 4 | Mathias Raymond     | MON Mônaco          | 7:51.69 | Q     |
| 5 | Chaouki Dries       | ALG Argélia         | 7:57.65 | SE/F  |

#### Eliminatórias 5
| # | Atleta            | País               | Tempo   | Notas |
| - | ----------------- | ------------------ | ------- | ----- |
| 1 | Alan Campbell     | GBR Grã-Bretanha   | 7:14.98 | Q     |
| 2 | Peter Hardcastle  | AUS Austrália      | 7:17.74 | Q     |
| 3 | Patrick Loliger   | MEX México         | 7:22.55 | Q     |
| 4 | Ken Jurkowski     | USA Estados Unidos | 7:25.13 | Q     |
| 5 | Ruslan Naurzaliev | UZB Uzbequistão    | 7:58.43 | SE/F  |

#### Eliminatórias 6
| # | Atleta           | País              | Tempo   | Notas |
| - | ---------------- | ----------------- | ------- | ----- |
| 1 | Olaf Tufte       | NOR Noruega       | 7:20.20 | Q     |
| 2 | Sjoerd Hamburger | NED Países Baixos | 7:27.05 | Q     |
| 3 | Aly Ibrahim      | EGY Egito         | 7:43.70 | Q     |
| 4 | Wang Ming-Hui    | TPE Taipé Chinês  | 7:46.83 | Q     |
| 5 | Rodrigo Ideus    | COL Colômbia      | 7:56.85 | SE/F  |

### Quartos-finais
- Qualification Rules: 1-3->SA/B, 4..->SC/D

#### Quartos-finais 1
| # | Atleta          | País             | Tempo   | Notas |
| - | --------------- | ---------------- | ------- | ----- |
| 1 | Marcel Hacker   | GER Alemanha     | 6:48.85 | SA/B  |
| 2 | Alan Campbell   | GBR Grã-Bretanha | 6:52.74 | SA/B  |
| 3 | Andre Vonarburg | SUI Suíça        | 7:02.29 | SA/B  |
| 4 | Oscar Vasquez   | CHI Chile        | 7:06.61 | SC/D  |
| 5 | Mathias Raymond | MON Mônaco       | 7:11.66 | SC/D  |
| 6 | Aly Ibrahim     | EGY Egito        | 7:24.77 | SC/D  |

#### Quartos-finais 2
| # | Atleta              | País         | Tempo   | Notas |
| - | ------------------- | ------------ | ------- | ----- |
| 1 | Olaf Tufte          | NOR Noruega  | 6:53.59 | SA/B  |
| 2 | Mindaugas Griskonis | LTU Lituânia | 6:54.47 | SA/B  |
| 3 | Ioannis Christou    | GRE Grécia   | 6:58.28 | SA/B  |
| 4 | Patrick Loliger     | MEX México   | 7:04.30 | SC/D  |
| 5 | Anderson Nocetti    | BRA Brasil   | 7:23.68 | SC/D  |
| 6 | Leandro Salvagno    | URU Uruguai  | 7:26.85 | SC/D  |

#### Quartos-finais 3
| # | Atleta           | País                | Tempo   | Notas |
| - | ---------------- | ------------------- | ------- | ----- |
| 1 | Ondřej Synek     | CZE República Checa | 6:50.23 | SA/B  |
| 2 | Tim Maeyens      | BEL Bélgica         | 6:52.70 | SA/B  |
| 3 | Peter Hardcastle | AUS Austrália       | 7:00.09 | SA/B  |
| 4 | Andrei Jämsa     | EST Estônia         | 7:05.48 | SC/D  |
| 5 | Wang Ming-Hui    | TPE Taipé Chinês    | 7:17.08 | SC/D  |
| 6 | Law Hiu Fung     | HKG Hong Kong       | 7:29.21 | SC/D  |

#### Quartos-finais 4
| # | Atleta             | País               | Tempo   | Notas |
| - | ------------------ | ------------------ | ------- | ----- |
| 1 | Mahé Drysdale      | NZL Nova Zelândia  | 6:50.18 | SA/B  |
| 2 | Lassi Karonen      | SWE Suécia         | 6:50.40 | SA/B  |
| 3 | Ken Jurkowski      | USA Estados Unidos | 6:53.26 | SA/B  |
| 4 | Sjoerd Hamburger   | NED Países Baixos  | 6:57.24 | SC/D  |
| 5 | Bajrang Lal Takhar | IND Índia          | 7:19.01 | SC/D  |
| 6 | Santiago Fernández | ARG Argentina      | 7:27.60 | SC/D  |

### Semi-finais E/F
- Qualification Rules: 1-3->FE, 4..->FF

#### Semi-finais E/F 1
| # | Atleta                   | País            | Tempo   | Notas |
| - | ------------------------ | --------------- | ------- | ----- |
| 1 | Mohsen Shadi             | IRI Irã         | 7:20.34 | FE    |
| 2 | Rodrigo Ideus            | COL Colômbia    | 7:29.71 | FE    |
| 3 | Ruslan Naurzaliev        | UZB Uzbequistão | 7:35.12 | FE    |
| 4 | Norberto Bernárdez Ávila | HON Honduras    | 8:29.65 | FF    |

#### Semi-finais E/F 2
| # | Atleta                     | País          | Tempo   | Notas |
| - | -------------------------- | ------------- | ------- | ----- |
| 1 | Dhison Alexander Hernandez | VEN Venezuela | 7:18.85 | FE    |
| 2 | Paul Etia Ndoumbe          | CMR Camarões  | 7:29.68 | FE    |
| 3 | Chaouki Dries              | ALG Argélia   | 7:34.84 | FE    |
| 4 | Matthew Lidaywa Mwange     | KEN Quênia    | 7:49.17 | FF    |

### Semi-finais C/D
- Qualification Rules: 1-3->FC, 4..->FD

#### Semi-finais C/D 1
| # | Atleta             | País             | Tempo   | Notas |
| - | ------------------ | ---------------- | ------- | ----- |
| 1 | Patrick Loliger    | MEX México       | 7:15.53 | FC    |
| 2 | Oscar Vasquez      | CHI Chile        | 7:17.17 | FC    |
| 3 | Aly Ibrahim        | EGY Egito        | 7:20.73 | FC    |
| 4 | Bajrang Lal Takhar | IND Índia        | 7:23.00 | FD    |
| 5 | Wang Ming-Hui      | TPE Taipé Chinês | 7:23.75 | FD    |
| 6 | Law Hiu Fung       | HKG Hong Kong    | 7:32.61 | FD    |

#### Semi-finais C/D 2
| # | Atleta             | País              | Tempo   | Notas |
| - | ------------------ | ----------------- | ------- | ----- |
| 1 | Sjoerd Hamburger   | NED Países Baixos | 7:10.06 | FC    |
| 2 | Andrei Jämsa       | EST Estônia       | 7:16.38 | FC    |
| 3 | Anderson Nocetti   | BRA Brasil        | 7:18.78 | FC    |
| 4 | Leandro Salvagno   | URU Uruguai       | 7:32.83 | FD    |
| 5 | Mathias Raymond    | MON Mônaco        | 7:33.06 | FD    |
|   | Santiago Fernandez | ARG Argentina     | DNS     | DNS   |

### Semi-finais A/B
- Qualification Rules: 1-3->FA, 4..->FB

#### Semi-finais A/B 1
| # | Atleta           | País          | Tempo   | Notas |
| - | ---------------- | ------------- | ------- | ----- |
| 1 | Lassi Karonen    | SWE Suécia    | 6:57.28 | FA    |
| 2 | Olaf Tufte       | NOR Noruega   | 6:58.23 | FA    |
| 3 | Tim Maeyens      | BEL Bélgica   | 6:59.65 | FA    |
| 4 | Marcel Hacker    | GER Alemanha  | 7:03.05 | FB    |
| 5 | Andre Vonarburg  | SUI Suíça     | 7:14.64 | FB    |
| 6 | Peter Hardcastle | AUS Austrália | 7:32.79 | FB    |

#### Semi-finais A/B 2
| # | Atleta              | País                | Tempo   | Notas |
| - | ------------------- | ------------------- | ------- | ----- |
| 1 | Ondřej Synek        | CZE República Checa | 7:03.57 | FA    |
| 2 | Alan Campbell       | GBR Grã-Bretanha    | 7:05.24 | FA    |
| 3 | Mahé Drysdale       | NZL Nova Zelândia   | 7:05.57 | FA    |
| 4 | Ioannis Christou    | GRE Grécia          | 7:06.02 | FB    |
| 5 | Ken Jurkowski       | USA Estados Unidos  | 7:11.52 | FB    |
| 6 | Mindaugas Griskonis | LTU Lituânia        | 7:20.32 | FB    |

### Finais

#### Final F
| # | Atleta                   | País         | Tempo   | Notas |
| - | ------------------------ | ------------ | ------- | ----- |
| 1 | Matthew Lidaywa Mwange   | KEN Quênia   | 7:52.59 |       |
| 2 | Norberto Bernárdez Ávila | HON Honduras | 8:32.22 |       |

#### Final E
| # | Atleta                     | País            | Tempo   | Notas |
| - | -------------------------- | --------------- | ------- | ----- |
| 1 | Dhison Alexander Hernandez | VEN Venezuela   | 7:05.12 |       |
| 2 | Mohsen Shadi               | IRI Irã         | 7:06.54 |       |
| 3 | Ruslan Naurzaliyev         | UZB Uzbequistão | 7:09.98 |       |
| 4 | Rodrgio Ideus              | COL Colômbia    | 7:18.61 |       |
| 5 | Paul Etia Ndoumbe          | CMR Camarões    | 7:21.34 |       |
| 6 | Chaouki Dries              | ALG Argélia     | 7:32.82 |       |

#### Final D
| # | Atleta             | País             | Tempo   | Notas |
| - | ------------------ | ---------------- | ------- | ----- |
| 1 | Leandro Salvagno   | URU Uruguai      | 7:04.13 |       |
| 2 | Law Hiu Fung       | HKG Hong Kong    | 7:06.17 |       |
| 3 | Bajrang Lal Takhar | IND Índia        | 7:09.73 |       |
| 4 | Mathias Raymond    | MON Mônaco       | 7:14.27 |       |
| 5 | Wang Ming-Hui      | TPE Taipé Chinês | 7:16.28 |       |

#### Final C
| # | Atleta           | País              | Tempo   | Notas |
| - | ---------------- | ----------------- | ------- | ----- |
| 1 | Sjoerd Hamburger | NED Países Baixos | 6:58.71 |       |
| 2 | Anderson Nocetti | BRA Brasil        | 7:01.54 |       |
| 3 | Patrick Loliger  | MEX México        | 7:03.97 |       |
| 4 | Oscar Vasquez    | CHI Chile         | 7:07.02 |       |
| 5 | Andrei Jämsa     | EST Estônia       | 7:19.60 |       |
| 6 | Aly Ibrahim      | EGY Egito         | 7:26.06 |       |

#### Final B
| # | Atleta              | País               | Tempo   | Notas |
| - | ------------------- | ------------------ | ------- | ----- |
| 1 | Marcel Hacker       | GER Alemanha       | 7:07.82 |       |
| 2 | Mindaugas Griskonis | LTU Lituânia       | 7:09.23 |       |
| 3 | Andre Vonarburg     | SUI Suíça          | 7:13.07 |       |
| 4 | Ioannis Christou    | GRE Grécia         | 7:17.74 |       |
| 5 | Ken Jurkowski       | USA Estados Unidos | 7:22.75 |       |
| 6 | Peter Hardcastle    | AUS Austrália      | 7:27.34 |       |

#### Final A
| # | Atleta        | País                | Tempo   | Notas |
| - | ------------- | ------------------- | ------- | ----- |
|   | Olaf Tufte    | NOR Noruega         | 6:59.83 |       |
|   | Ondřej Synek  | CZE República Checa | 7:00.63 |       |
|   | Mahé Drysdale | NZL Nova Zelândia   | 7:01.56 |       |
| 4 | Tim Maeyens   | BEL Bélgica         | 7:03.40 |       |
| 5 | Alan Campbell | GBR Grã-Bretanha    | 7:04.47 |       |
| 6 | Lassi Karonen | SWE Suécia          | 7:07.64 |       |

Legenda
| Recorde mundial      | Recorde mundial (World record)               |                       | Recorde africano                      | Recorde africano (African) |                                           | Q | Classificado por posição (Qualified) |
| Recorde olímpico     | Recorde olímpico (Olympic record)            | Recorde da América    | Recorde da América (Americas)         | q                          | Classificado por melhor tempo (Qualified) |   |                                      |
| Melhor marca do ano  | Melhor marca do ano (World leading)          | Recorde asiático      | Recorde asiático (Asian)              | DNS                        | Não largou (Did not start)                |   |                                      |
| Recorde nacional     | Recorde nacional (National record)           | Recorde europeu       | Recorde europeu (European)            | DNF                        | Não terminou (Did not finish)             |   |                                      |
| Recorde pessoal      | Recorde pessoal do atleta (Personal best)    | Recorde da Oceania    | Recorde da Oceania (Oceania)          | DSQ / DQ                   | Desclassificado (Disqualified)            |   |                                      |
| Recorde da temporada | Recorde da temporada do atleta (Season best) | Recorde sul-americano | Recorde sul-americano (South America) | NM                         | Sem marca (No mark)                       |   |                                      |

### Remo
| S | Classificado(a) para as semifinais |    |                        | FA | Final A (disputa de medalhas) |  |  | FD | Final D (sem medalhas) |
| Q | Classificado(a) para as quartas    | FB | Final B (sem medalhas) | FE | Final E (sem medalhas)        |  |  |    |                        |
| R | Classificado(a) para a repescagem  | FC | Final C (sem medalhas) | FF | Final F (sem medalhas)        |  |  |    |                        |